# Ramite Khola
Ramite Khola – gaun wikas samiti we wschodniej części Nepalu w strefie Kośi w dystrykcie Morang. Według nepalskiego spisu powszechnego z 2001 roku liczył on 549 gospodarstw domowych i 3184 mieszkańców (1610 kobiet i 1574 mężczyzn).